# Loin de Paname
Loin de Paname ist ein Filmsong aus dem Musikdrama Paris, Paris – Monsieur Pigoil auf dem Weg zum Glück. Er wird von Nora Arnezeder gesungen. Geschrieben wurde er von Frank Thomas (Text) und Reinhardt Wagner (Text und Komposition).

## Hintergrund
Der Song Loin de Paname ist ein Schlüsselstück des Films. Der von Frank Thomas und Reinhardt Wagner geschriebene Text ist eine Ode an die Stadt Paris. Arnezeder singt ihn bei ihrem ersten Auftritt im Film. Musikalisch handelt es sich bei dem von Reinhardt Wagner komponierten Chanson um einen Wiener Walzer. Schauspielerin Nora Arnezeder war zu diesem Zeitpunkt gerade einmal 18 Jahre alt. Es war ihre erste größere Rolle in einem Film und ihre erste Singrolle.

## Auszeichnungen
Der Song wurde bei der Oscarverleihung 2010 als Bester Filmsong nominiert, verlor aber gegen The Weary Kind von Ryan Bingham und T Bone Burnett. Es war der einzige nicht-englischsprachige Song, der nominiert war.